# Hara (Nagano)
Hara (jap. 原村 Hara-mura) – wieś w Japonii, na wyspie Honsiu, w prefekturze Nagano. Według danych na rok 2020 miejscowość zamieszkiwało 7 680 mieszkańców , a gęstość zaludnienia wyniosła 177,5 os./km².